# Елліотт Ервітт
Елліотт Ервітт (англ. Elliott Erwitt; 26 липня 1928, Париж, Франція — 29 листопада 2023, Нью-Йорк) — фотограф, відомий в сфері реклами і фотожурналістики. Найбільшого успіху досягнув завдяки серії кумедних, іронічних, деколи абсурдних, чорно-білих світлин з повсякденного життя.

## Дитинство
Народився в сім'ї емігрантів з Росії, в Парижі. Дитинство провів в Італії, а вже в віці 10 років разом з сім'єю переїжджає до США. 

## Фотографія
Елліотт вивчав фотографію в Лос-Анджелеському Міському коледжі (Los Angeles City College) та у  Новій Школі соціальних досліджень (New School for Social Research) у Нью-Йорку.
В 50-их роках Елліотт працював для армії  Сполучених Штатів. Це дало йому змогу працювати з такими відомими фотожурналістами як от Роберт Капа (Robert Capa) до прикладу. 
В 1953 Елліотт перейшов до агенції Маґнум фото (Magnum Photos). Це дозволило йому займатися власними фотопроєктами по всьому світу.

## Кінорежисура
В 1970-их та 1990-их займався кінорежисурою, в основному в сфері документального кіно.

## Відомі фотографії
- USA, New York City, 1946.
- USA, North Carolina, Segregated Water Fountains, 1950.
- USA, New York City, 1953.
- USA, NYC, Felix, Gladys, and Rover, 1974.

## Книги
- Photographs and Anti-Photographs, 1972.
- Observations on American Architecture, 1972.
- Elliott Erwitt: The Private Experience, 1974.
- Son of Bitch, 1974. Фотографії собак.
- Recent Developments, 1978.
- Personal Exposures. 1988.
- On the Beach, 1991.
- To The Dogs, 1992.
- The Angel Tree, 1993.
- Between the Sexes, 1994.
- 100+1 Elliott Erwitt, 1997.
- Dog Dogs, 1998 Колекція чорно-білих світлин собак з усього світу.
- Museum Watching, 1999.
- Snaps. London & New York: Phaidon, 2001. ISBN 0-7148-4150-1 Велика антологія (понад 500 сторінок).
- EE 60/60, 2002.
- Elliott Erwitt's Handbook, 2002.
- Woof, 2005.